# Aleš Pajovič
Aleš Pajovič (Celje, Slovenija, 6. siječnja 1979.) je slovenski rukometaš član Rukometnog kluba Celje. Član je i Slovenske rukometne reprezentacije. Igra na poziciji lijevog vanjskog. Prije Celja igrao je za Ciudad Real.

## Vanjske poveznice
|  | Zajednički poslužitelj ima još gradiva o temi Aleš Pajovič |